# نوک‌بزرگ‌های فیروزه‌ای
نوک‌بزرگ‌های فیروزه‌ای (نام علمی: Cyanoloxia) یکی از سرده‌های سهره‌های نوک‌بزرگ از خانواده کاردینالان است. این سرده شامل گونه‌های زیر است.
| نگاره | نام علمی                  | نام رایج               | پراکندگی |
| ----- | ------------------------- | ---------------------- | --- |
|       | Cyanoloxia glaucocaerulea | Glaucous-blue grosbeak | آرژانتین، برزیل و اروگوئه. |
|       | Cyanoloxia brissonii      | نوک‌بزرگ لاجوردی        | شمال شرق و مرکز برزیل، بولیوی، پاراگوئه و آرژانتین                                                                                        |
|       | Cyanoloxia rothschildii   | Amazonian grosbeak     | غرب آمازون |
|       | Cyanoloxia cyanoides      | نوک‌بزرگ آبی‌سیاه        | بلیز، بولیوی، برزیل، کلمبیا، کاستاریکا، اکوادور،گینه فرانسوی، گواتمالا، گویان، هندوراس، مکزیک، نیکاراگوئه، پاناما، پرو، سورینام و ونزوئلا |